# Чарочник
Чарочник (Physcomitrium) — це рід мохів, який включає близько 80 видів і має космополітичне поширення. Наукова назва походить від давньогрецьких слів physa, що означає сечовий міхур, і mitrion, що означає маленький тюрбан, які разом стосуються урноподібної каліптри. Вони зазвичай зустрічаються на відкритих ґрунтах, які часто пов'язані з місцями, які стають дуже вологими навесні, наприклад, уздовж берегів річок або на алювіальному мулі. Вони зустрічаються від рівня моря до приблизно 2500 метрів. Коробочки дозрівають протягом зими і до весни.
Багато видів колись були обмежені видами Physcomitrium pyriforme, які з часом були розбиті на багато окремих видів на основі варіацій спорофіту та гаметофіту.

## Деякі види
- Physcomitrium australe
- Physcomitrium californicum
- Physcomitrium drummondii
- Physcomitrium kellermanii
- Physcomitrium megalocarpum
- Physcomitrium pyriforme
- Physcomitrium turbinatum